# Schmalspurbahn Zittau–Kurort Oybin
| Ausschnitt der Streckenkarte Sachsen 1902 |                         |                                                          |                                                          |
| Streckennummer: | 6960; sä. ZO            |                                                          |                                                          |
| Kursbuchstrecke (DB): | 238                     |                                                          |                                                          |
| Kursbuchstrecke: | 135e (1934) 161d (1946) |                                                          |                                                          |
| Streckenlänge: | 10,583 km               |                                                          |                                                          |
| Spurweite: | 750 mm (Schmalspur)     |                                                          |                                                          |
| Maximale Neigung: | 30 ‰                    |                                                          |                                                          |
| Minimaler Radius: | 75 m                    |                                                          |                                                          |
| Streckengeschwindigkeit: | 30 km/h                 |                                                          |                                                          |
| |                         |                                                          |                                                          |
| \| \| \| von Zittau \| \| \| \| 1,647 \| Abzw Neißebrücke \| 235 m \| \| \| \| nach Heřmanice \| \| \| \| \| Neißeviadukt, Bahnstrecke Liberec–Zittau \| \| \| \| 1,920 \| Anschluss Dach- und Isolierstoffwerk, vorm. Werner & Co. \| Anschluss Dach- und Isolierstoffwerk, vorm. Werner & Co. \| \| \| 2,639 \| Zittau Süd früher Schießhaus \| 232 m \| \| \| 3,050 \| Mandaubrücke (43 m) \| Mandaubrücke (43 m) \| \| \| 3,110 \| Zittau Casernenstraße bis 1897 \| Zittau Casernenstraße bis 1897 \| \| \| 4,150 \| EÜ Humboldtstraße (15 m) \| EÜ Humboldtstraße (15 m) \| \| \| 4,368 \| Zittau Vorstadt \| 243 m \| \| \| 5,170 \| EÜ Niederviebig (10 m) \| EÜ Niederviebig (10 m) \| \| \| 5,699 \| Olbersdorf Niederdorf \| 266 m \| \| \| \| (Neutrassierung 1913) \| \| \| \| 6,550 \| Brücke Olbersdorf (124 m) \| Brücke Olbersdorf (124 m) \| \| \| \| \| \| \| \| \| Anschluss Tagebau Olbersdorf \| \| \| \| 7,310 \| Olbersdorf Oberdorf früher Zeissigschenke \| 285 m \| \| \| 7,900 \| Anschluss Imprägnierwerk, vormals Katz & Klumpp \| Anschluss Imprägnierwerk, vormals Katz & Klumpp \| \| \| 8,933 \| Bertsdorf (Inselbahnhof) \| 336 m \| \| \| \| nach Kurort Jonsdorf \| \| \| \| 9,969 \| Kurort Oybin Niederdorf \| 347 m \| \| \| 10,997 \| Teufelsmühle \| 370 m \| \| \| 12,230 \| Kurort Oybin \| 389 m \| |                         |                                                          |                                                          |
| Strecke |                         | von Zittau                                               | von Zittau                                               |
| ehemalige Blockstelle | 1,647                   | Abzw Neißebrücke                                         | 235 m                                                    |
| Abzweig geradeaus und ehemals nach links |                         | nach Heřmanice                                           | nach Heřmanice                                           |
| Kreuzung geradeaus unten |                         | Neißeviadukt, Bahnstrecke Liberec–Zittau                 | Neißeviadukt, Bahnstrecke Liberec–Zittau                 |
| Abzweig geradeaus und ehemals von links | 1,920                   | Anschluss Dach- und Isolierstoffwerk, vorm. Werner & Co. | Anschluss Dach- und Isolierstoffwerk, vorm. Werner & Co. |
| Bahnhof | 2,639                   | Zittau Süd früher Schießhaus                             | 232 m                                                    |
| Brücke über Wasserlauf | 3,050                   | Mandaubrücke (43 m)                                      | Mandaubrücke (43 m)                                      |
| ehemaliger Haltepunkt / Haltestelle | 3,110                   | Zittau Casernenstraße bis 1897                           | Zittau Casernenstraße bis 1897                           |
| Brücke | 4,150                   | EÜ Humboldtstraße (15 m)                                 | EÜ Humboldtstraße (15 m)                                 |
| Bahnhof | 4,368                   | Zittau Vorstadt                                          | 243 m                                                    |
| Brücke | 5,170                   | EÜ Niederviebig (10 m)                                   | EÜ Niederviebig (10 m)                                   |
| Haltepunkt / Haltestelle | 5,699                   | Olbersdorf Niederdorf                                    | 266 m                                                    |
| Strecke von links · Abzweig ehemals geradeaus und nach rechts |                         | (Neutrassierung 1913)                                    | (Neutrassierung 1913)                                    |
| Brücke · Strecke (außer Betrieb) | 6,550                   | Brücke Olbersdorf (124 m)                                | Brücke Olbersdorf (124 m)                                |
| Strecke nach links · Abzweig ehemals geradeaus und von rechts |                         |                                                          |                                                          |
| Abzweig geradeaus und ehemals von rechts |                         | Anschluss Tagebau Olbersdorf                             | Anschluss Tagebau Olbersdorf                             |
| Bahnhof | 7,310                   | Olbersdorf Oberdorf früher Zeissigschenke                | 285 m                                                    |
| Abzweig geradeaus und ehemals nach rechts | 7,900                   | Anschluss Imprägnierwerk, vormals Katz & Klumpp          | Anschluss Imprägnierwerk, vormals Katz & Klumpp          |
| Bahnhof | 8,933                   | Bertsdorf (Inselbahnhof)                                 | 336 m                                                    |
| Abzweig geradeaus und nach rechts |                         | nach Kurort Jonsdorf                                     | nach Kurort Jonsdorf                                     |
| Haltepunkt / Haltestelle | 9,969                   | Kurort Oybin Niederdorf                                  | 347 m                                                    |
| Haltepunkt / Haltestelle | 10,997                  | Teufelsmühle                                             | 370 m                                                    |
| Kopfbahnhof Streckenende | 12,230                  | Kurort Oybin                                             | 389 m                                                    |

Die Schmalspurbahn Zittau–Kurort Oybin ist eine sächsische Schmalspurbahn in der Oberlausitz, die ursprünglich von der Zittau-Oybin-Jonsdorfer Eisenbahn (ZOJE) erbaut und betrieben wurde. Sie zweigt in Zittau von der früheren Schmalspurbahn Zittau–Hermsdorf ab und führt über Olbersdorf nach Kurort Oybin im Zittauer Gebirge.
Eigentümer und Betreiber ist seit 1996 die Sächsisch-Oberlausitzer Eisenbahngesellschaft (SOEG).

## Geschichte

### Vorgeschichte
Mit der Bahnstrecke Zittau–Löbau der Löbau-Zittauer Eisenbahngesellschaft erhielt Zittau 1848 einen Eisenbahnanschluss. In den nachfolgenden Jahrzehnten wurde das Zittauer Umland mit weiteren Bahnstrecken erschlossen, so wurde 1859 die Bahnstrecke Reichenberg–Zittau und 1875 die Bahnstrecke Zittau–Hagenwerder (mit Verlängerung nach Görlitz) eröffnet. Obwohl sich bereits ein gewisser Ausflugsverkehr ins Zittauer Gebirge entwickelte, hatte der sächsische Staat kein Interesse zum Bau einer Bahnstrecke.
Nachdem 1883 mit dem Bau der Schmalspurbahn Zittau–Reichenau begonnen worden war, setzte sich vor allem Alfred Moschkau stark für eine Schmalspurbahn ein. Zusammen mit Max Alexander Thiemer und 16 weiteren Bürgern gründete er noch im selben Jahr ein Komitee, welches den Bahnbau vorantreiben wollte. Da der sächsische Staat in den 1870er Jahren zahlreiche insolvente und unrentable private Bahngesellschaften aufkaufen musste, wollte man keine weiteren privaten Gesellschaften zulassen. Erst als eine Kaution gestellt wurde, durften überhaupt Vorarbeiten zum Bahnbau beginnen. Diese Aufgabe wurde zunächst an die Firma Davy, Donath & Co. übertragen, später wurde die Firma Reymer & Masch damit beauftragt.
Aber die von Gastwirten und lokalen Fabrikanten aufgebrachten Geldmittel reichten gerade so für Projektierungsarbeiten aus, an eine Finanzierung des eigentlichen Bahnbaus war nicht zu denken. Da auch die Oberlausitzer Bank nicht in das Projekt einsteigen wollte, gründete sich am 28. August 1888 die Zittau-Oybin-Jonsdorfer Eisenbahn-Gesellschaft, deren Kapital in Höhe von 1,5 Mio. Mark von der Bank Sörgel, Parrisius & Co. stammte. Die Konzession für den Bahnbau erhielt die Gesellschaft am 28. März 1889.

### Bau und Inbetriebnahme

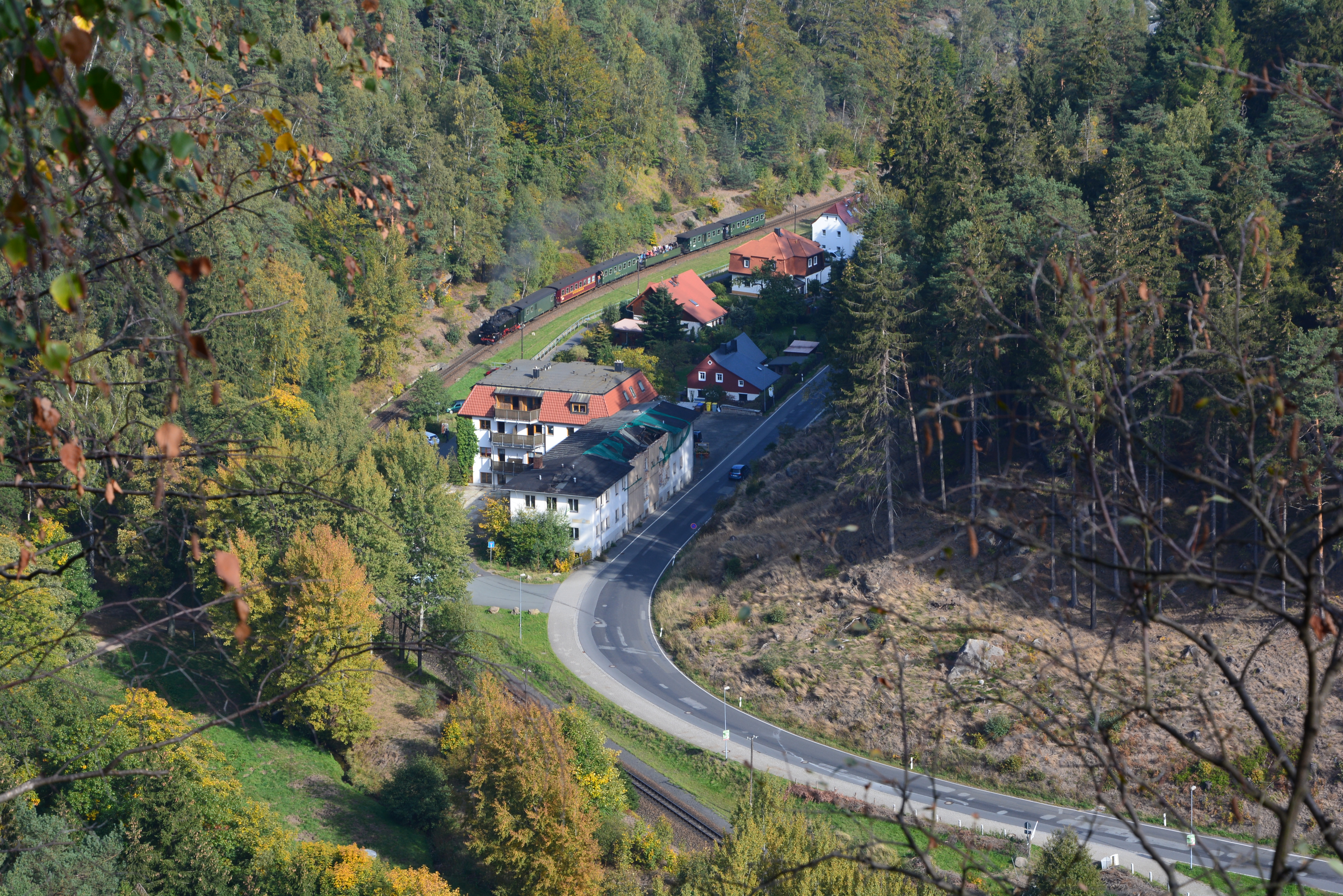
Blick vom Oybin

Zwar wurde mit dem Bahnbau bereits am 26. Juni 1889 begonnen, der „erste Spatenstich“ fand aber erst 1,5 Monate später – am 9. August 1889 – statt. Noch während des Bahnbaus wurden die Streckenführung sowie die Lage einiger Stationen leicht verändert. Da die ZOJE die Strecke nach Reichenau bis Streckenkilometer 1,65 sowie die schon vorhandenen Anlagen in Zittau mitnutzen durfte, waren insgesamt etwa 14 km Gleis zu verlegen. Im Zittauer Stadtgebiet musste zum besseren Hochwasserschutz der Lauf der Mandau reguliert werden, weshalb die Strecke in Zittau nur provisorisch angelegt wurde. Nachdem schon im Herbst 1889 die ersten Fahrzeuge angeliefert wurden, fuhr im Sommer 1890 der erste Bauzug mit einer der neuen Lokomotiven. Im Herbst 1890 verzögerte sich die Fertigstellung durch schlechtes Wetter bis Anfang November 1890.
Die feierliche Streckeneröffnung fand am 24. November 1890 statt, da aber noch während der Einweihung die Strecke durch ein Unwetter beschädigt wurde, wurde vorerst nur der Abschnitt Zittau–Bertsdorf planmäßig befahren. Erst am 15. Dezember 1890 konnte der durchgehende Zugbetrieb aufgenommen werden. Die Betriebsführung übernahmen von Anfang an die Königlich Sächsischen Staatseisenbahnen.

### Bis zur Verstaatlichung
Der Rollbockbetrieb wurde 1897 aufgenommen, nachdem sich ein Unternehmer vier Rollböcke angeschafft hatte, zwei Jahre später kaufte die ZOJE selbst zwei weitere Rollböcke.
Am 7. August 1904 kam es zu einem schweren Unfall, bei dem neun Personen schwer verletzt wurden, als zwischen Bertsdorf und Oybin zwei Züge zusammenstießen. Der Unfall belastete die Gesellschaft stark, da nach der Reparatur der zwei stark beschädigten Lokomotiven LAUSCHE und TÖPFER der ohnehin schon geringe Überschuss fast völlig aufgebraucht war.
Bereits 1898 hatte die ZOJE wegen des schlechten Betriebsergebnisses einen ersten Versuch unternommen die Schmalspurbahn für 1,6 Mio. Mark an den sächsischen Staat zu verkaufen, denn die Bahn erwirtschaftete nicht genug Gewinn, um eine Dividende auszuzahlen und notwendige Erweiterungen zu finanzieren. Dem Staat war die Bahn allerdings zu teuer. Auch ein zweiter Verkaufsversuch 1901 scheiterte. 1903 unternahm die Gesellschaft einen dritten Versuch, diesmal für 850.000 Mark. Am 1. Juli 1906 wurde die Schmalspurbahn für 770.000 Mark an den Staat verkauft, zuvor hatte die Staatsbahn allerdings schon Erweiterungen finanziert.

### Zweigleisiger Ausbau
Die Reisendenzahlen verdoppelten sich innerhalb weniger Jahre (1891: 246.777, 1909: 523.000). Dabei wurden die größten Beförderungsleistungen im Ausflugsverkehr an Sonn- und Feiertagen sowie während der Sommerferien erbracht. Am Spitzentag, dem Pfingstmontag 1909, wurden 12.337 Personen befördert. Dabei kamen die Beförderungswünsche innerhalb weniger Stunden, was eine höchst ungleiche Auslastung der Züge bedeutete und zu Missstimmungen zwischen den Reisenden und dem für die Sicherheit verantwortlichen Personal führte.
Zur Verbesserung wurden vier Varianten untersucht: Erweiterung der Betriebsmittel, Verlängerung der Zittauer Straßenbahn ins Gebirge, Elektrifizierung der Schmalspurbahn oder Umbau auf Normalspur. Die Generaldirektion der Königlich Sächsischen Staatseisenbahnen fand schließlich eine andere Lösung, die folgt begründet wurde:

„[…] würde eine grundlegende Besserung und ein geordneter, auf viele Jahre hinaus allen berechtigten Anforderungen entsprechender Bahnbetrieb am besten dadurch erzielt werden können, dass man zum zweigleisigen Ausbau der Strecke Zittau Vorstadt–Oybin schritte. Damit wäre die Möglichkeit geboten, auch in den Zeiten des stärksten Verkehrs etwa die doppelte Zahl der Züge zu fahren, die im Sommer 1909 verkehren konnten. Eine wesentliche Vermehrung der Betriebsmittel würde dabei vermieden werden können, da der Umlauf der Züge erheblich beschleunigt sowie die Zahl der darin mitzuführenden Wagen beschränkt werden könnte. Für einen Zehnminutenbetrieb müssten lediglich 14 Personenwagenachsen über den gegenwärtigen Bestand hinaus beschafft werden... Gegenüber der Beibehaltung eingleisigen Betriebes unter erheblicher Vermehrung der Betriebsmittel hat der zweigleisige Ausbau zunächst den Vorzug größerer Sicherheit und Vereinfachung der Betriebsweise, zugleich aber auch den Vorteil geringerer Kosten, da auf den Stationen bereits vorhandene Gleise genutzt werden können und der Landerwerb voraussichtlich nur an wenigen Stellen auf Schwierigkeiten stoßen dürfte […]“

Der 7,8 km lange zweigleisige Ausbau der Strecke einschließlich der Bahnhöfe Zittau Vorstadt (Erweiterung der Gleise und Neubau Empfangsgebäude) und Oybin (Erweiterung des Empfangsgebäudes) sowie Streckenverlegung in Olbersdorf zur Beseitigung eines Bahnübergangs wurde 1910 von beiden Kammern des Landtages genehmigt. Die Kosten wurden (ohne den Brückenbau über die Dorfstraße in Olbersdorf) mit 783.000 Mark veranschlagt.
Der zweigleisige Betrieb begann am 15. April 1913. An guten Tagen wurden 5000 bis 7000 Personen befördert. Die Fahrzeit zwischen Zittau Vorstadt und Oybin mit Halt auf allen Unterwegsbahnhöfen von 38 Minuten im Jahr 1936 wurde erst Jahrzehnte später wieder erreicht. Die Strecke Zittau–Oybin war neben der Borkumer Kleinbahn, der Rhein-Haardtbahn und der Bahnstrecke Mannheim–Weinheim der Oberrheinischen Eisenbahn seinerzeit eine der wenigen Schmalspurbahnen in Deutschland mit zweigleisigem Betrieb.
In den Jahren 1943 und 1944 wurde das zweite Streckengleis zwischen Bertsdorf und Kurort Oybin abgebaut. Das infolge des Zweiten Weltkrieges nicht mehr neu beschaffbare Oberbaumaterial wurde auf den Strecken Zittau–Hermsdorf und Friedland–Hermsdorf weiterverwendet, um dort die zulässigen Achslasten anheben zu können. Ab Dezember 1944 waren dort auch die schweren Zittauer Einheitslokomotiven zugelassen.
Nach dem Beschuss eines Personenzuges durch die Rote Armee am Ende des Zweiten Weltkrieges war der Zugverkehr zwischen dem 7. und 21. Mai 1945 unterbrochen. Das zweite Gleis zwischen Zittau Vorstadt und Bertsdorf wurde im Herbst 1945 als Reparationsleistung für die Sowjetunion abgebaut, die schon begonnene Demontage der gesamten Schmalspurbahn wurde aber abgebrochen.

### Zwischenzeitliche Stilllegungspläne
Mit der ab 1974 geplanten Erweiterung des Tagebaus Olbersdorf wurde auch die Zukunft der Strecke unsicher, da sie dem Abbau im Wege stehen würde. Im Jahr 1981 wurde beschlossen, den Reiseverkehr ab Herbst/Winter 1990 einzustellen, und perspektivisch durch eine Schnellstraßenbahn zu ersetzen. Der Güterverkehr sollte noch bis 1991 aufrechterhalten werden. Die Bahn wurde deshalb aus der Liste der zu erhaltenden Schmalspurbahnen gestrichen.

### Neue Perspektiven

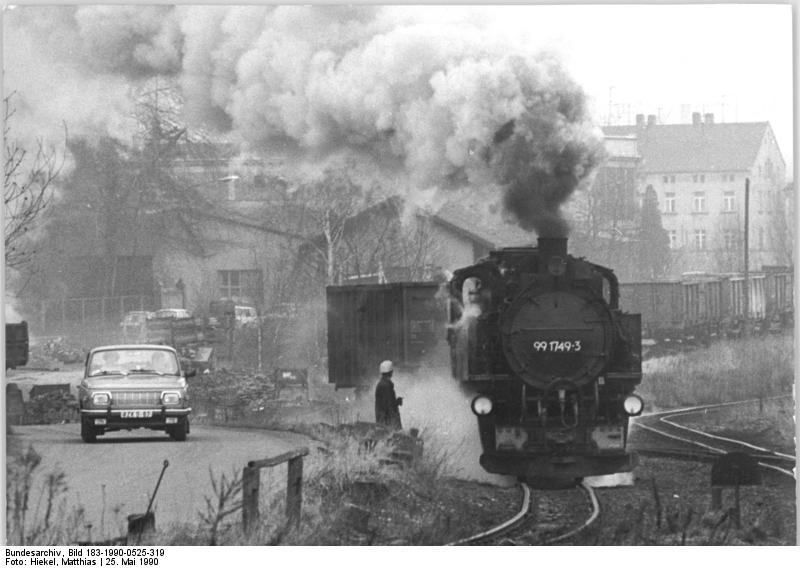
Güterverkehr im Bahnhof Zittau Süd (1990)

Nach den gesellschaftlichen und wirtschaftlichen Veränderungen 1989/90 gab es jedoch eine Neuorientierung in der Energiepolitik, so dass die Erweiterung des Olbersdorfer Tagebaus hinfällig wurde. Im Mai 1990 wurde das 100-jährige Jubiläum der Strecke gefeiert. Wegen der geplanten Stilllegung der Strecke war die Streckenunterhaltung auf das notwendige Mindestmaß reduziert werden. Im Herbst 1990 wurde auf längeren Streckenabschnitten der Oberbau vollständig erneuert.
Der unrentable Güterverkehr wurde im März 1993 eingestellt.
Auf Weisung des Bundesverkehrsministeriums sollte sich die Deutsche Bahn (DB) aus dem Betrieb der sächsischen Schmalspurbahnen zurückziehen. Da die Bahn große Bedeutung für den Fremdenverkehr besitzt, entschied sich der Freistaat Sachsen, eine mögliche Privatisierung zu unterstützen. Am 28. Juli 1994 gründeten der Landkreis und die Anliegergemeinden die Sächsisch-Oberlausitzer Eisenbahngesellschaft (SOEG). Diese übernahm am 1. Dezember 1996 Strecke, Gebäude, Fahrbetriebsmittel sowie die Betriebsführung von der Deutschen Bahn.

## Streckenbeschreibung

### Verlauf

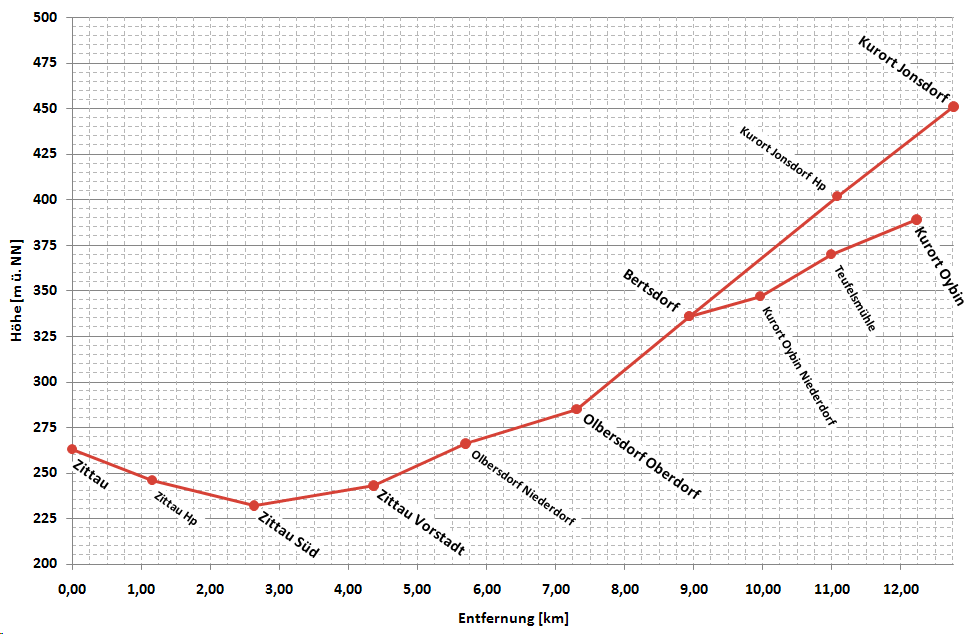
Vereinfachtes Höhenprofil samt Anschlussstrecke nach Jonsdorf

Die Strecke zweigt formal am Streckenkilometer 1,647 von der früheren Strecke Zittau–Hermsdorf ab und unterquert in einem Rechtsbogen den Neißeviadukt (⊙) um dann Zittau südlich zu umfahren. Die zunächst bis Zittau Süd fallende Strecke erreicht hier mit 232 m.ü.NN ihre niedrigste Stelle und steigt danach bis Kurort Oybin kontinuierlich an. Nach Zittau Süd wird auch die Mandau überbrückt (⊙), welche in den Anfangsjahren auf einer provisorischen Holzbrücke überquert wurde, da im Einzugsbereich der Schmalspurbahn die Mandau nach mehreren schweren Hochwassern verlegt wurde.
Nach dem Bahnhof Zittau Vorstadt verläuft die Strecke in südlicher Richtung entlang der Staatsstraße 133. Bei Streckenkilometer 6,55 passiert die Strecke die Olbersdorfer Brücke. Während zuvor die Strecke östlich der Ortschaft Olbersdorf verlief, überquert die Strecke die August-Bebel-Straße und führt fortan westlich des bebauten Ortsgebietes bis zum Bahnhof Bertsdorf.

### Betriebsstellen
Abzw Neißebrücke ⊙
Die Abzweigstelle der Strecke nach Reichenau wurde 1890 eingerichtet, hier begann die ZOJE-Strecke. Für den von der ZOJE zu stellenden Wärter wurde ein kleines mit Ziegelsteinen ausgemauertes Fachwerkgebäude errichtet. Bis 1946 war der Abzweig besetzt, danach wurden bis 1960/61 nur noch zwei Gleisanschlüsse über das nicht mehr genutzte Streckengleis Richtung Reichenau bedient.
Zittau Süd ⊙

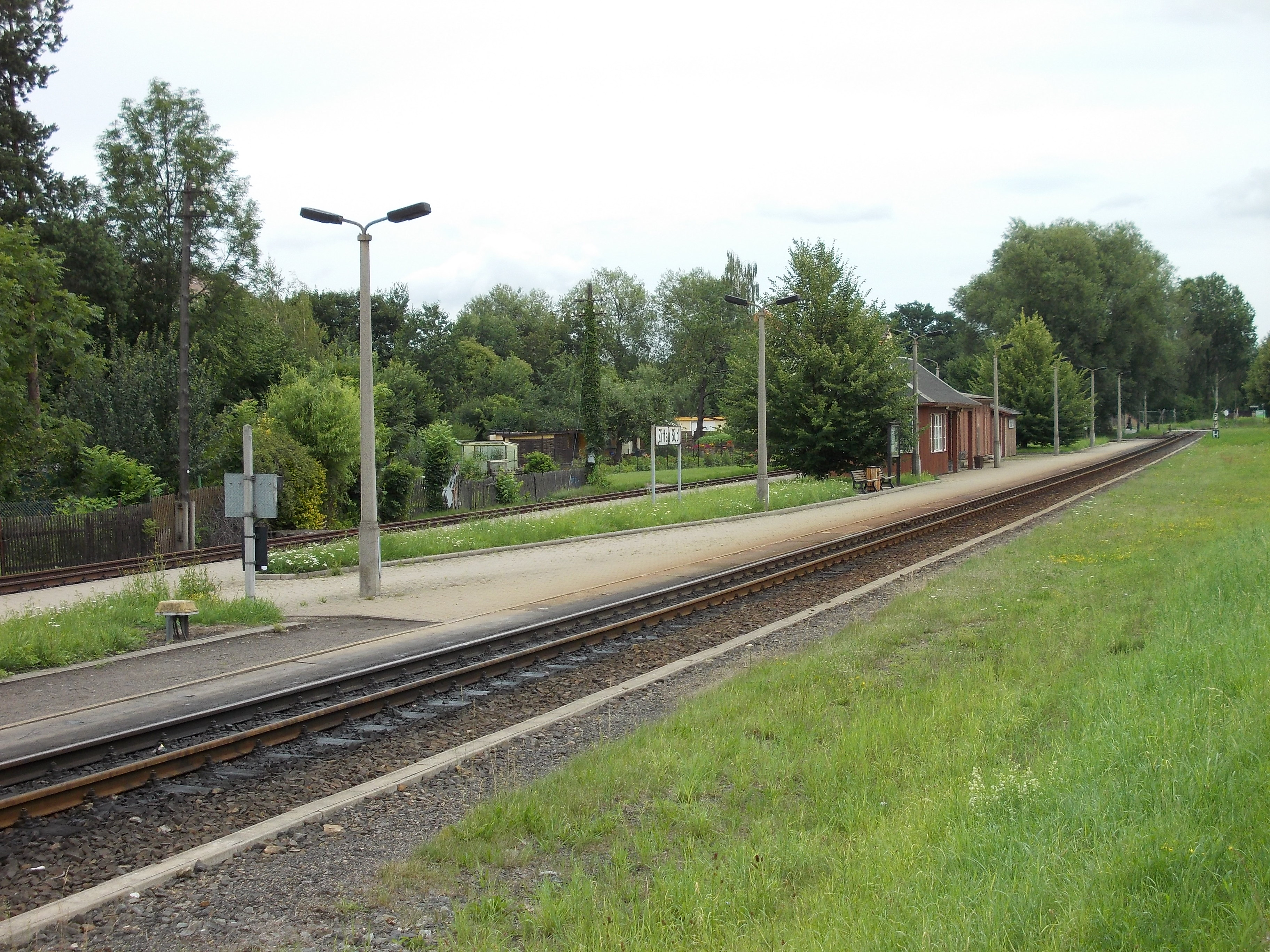
Bahnhof Zittau Süd (2012)

Der Bahnhof Zittau Süd (bis 1950: Zittau Schießhaus) wurde erst 1897 gebaut. Zunächst noch außerhalb des bebauten Stadtgebietes gelegen, wuchs die Bebauung in den folgenden Jahrzehnten um den Bahnhof herum. Neben Wohngebäuden entstanden auch zahlreiche Fabriken, von denen nach 1945 zahlreiche ein eigenes Anschlussgleis erhielten. In den 1960er und 1970er Jahren wurden die Anschlussgleise wieder entfernt. Heute ist der Bahnhof unbesetzt.
Zittau Casernenstraße
Die auch Haltestelle Zittau Kasernenstraße genannte Betriebsstelle war nur provisorisch angelegt worden. Nach der Mandauregulierung war die Station überflüssig und wurde 1897 zugunsten von Zittau Schießhaus aufgelassen.
Zittau Vorstadt ⊙
Zunächst nur eine eher kleine Station, entwickelte sich der  Bahnhof Zittau Vorstadt noch in den ersten Jahrzehnten zu einem wichtigen Zwischenbahnhof, da der Großteil des Ausflugsverkehrs hier begann und endete.
Das heutige Empfangsgebäude wurde 1912 erbaut. Ungewöhnlich für einen Schmalspurbahnhof ist sowohl der lange Bahnsteig als auch die 1913 gebaute Unterführung zum Bahnsteig.
Olbersdorf Niederdorf ⊙
Eröffnet wurde die Station unter dem Namen Niederolbersdorf. 1914 wurde die Bezeichnung in Olbersdorf Niederdorf geändert, 1915 ein Empfangsgebäude gebaut. Seit 1965 ist die Station unbesetzt, 1970 wurde sie zum Haltepunkt zurückgestuft.
Olbersdorf Oberdorf ⊙

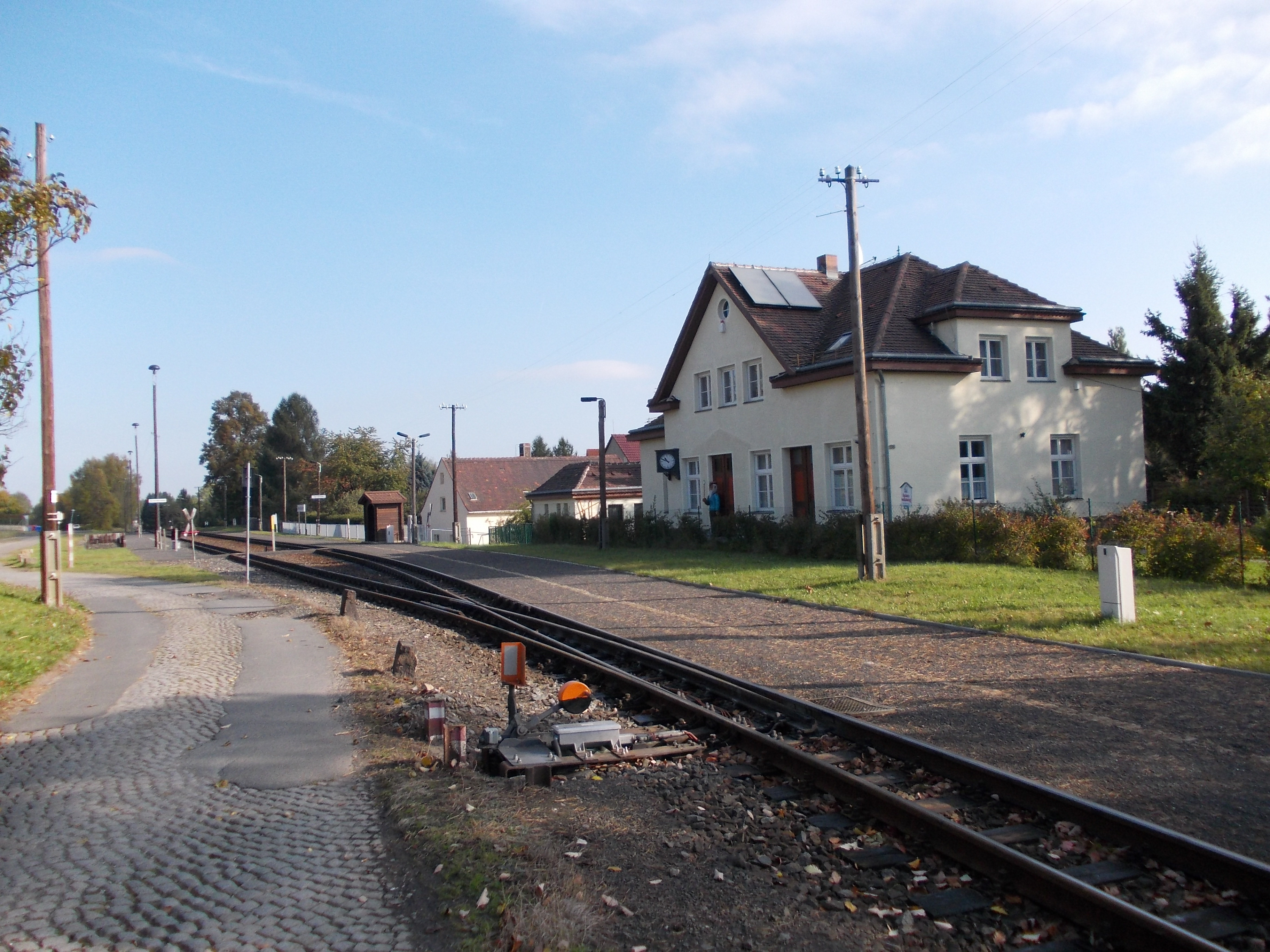
Bahnhof Olbersdorf Oberdorf (2012)

Bei der Inbetriebnahme hieß die Station Zeißigschänke, benannt nach einer naheliegenden Gastwirtschaft. Erst 1914 wurde der Name in Olbersdorf Oberdorf geändert, ebenfalls in den 1910er Jahren wurde das massive Empfangsgebäude gebaut.
In den 1990er Jahren wurde im Bahnhof eine Betriebsmittelüberladerampe gebaut.
Bertsdorf ⊙

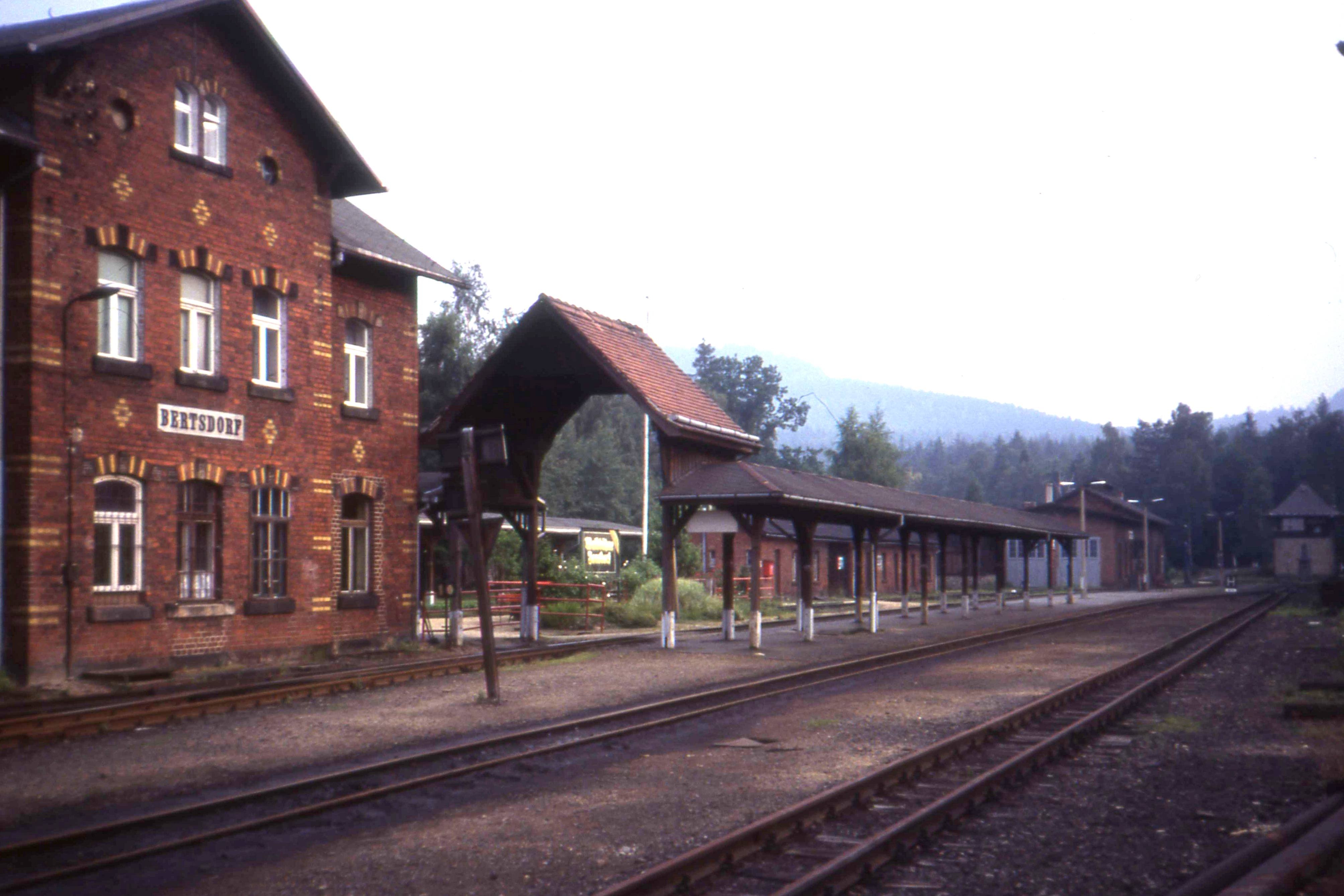
Bahnhof Bertsdorf (1992)

Der namensgebende Ortsteil Bertsdorf der Gemeinde Bertsdorf-Hörnitz liegt etwa 2 km vom Bahnhof Bertsdorf entfernt. Das nahe Olbersdorf ist erst nach der Eröffnung der Schmalspurbahn langsam an den Bahnhof herangewachsen.
Ausgestattet ist der Bahnhof mit einem Empfangsgebäude, einem Heizhaus, einem Kohlenschuppen und einem Güterschuppen. Ursprünglich war Bertsdorf der alleinige Betriebsmittelpunkt. Die Station etwa in der Mitte der Strecke ist zugleich Museumsbahnhof.
Kurort Oybin Niederdorf ⊙
Zunächst mit der Bezeichnung Wittigschänke eröffnet, erhielt der Bahnhof 1916 ein massives Empfangsgebäude. Mit dem Abbau des zweiten Streckengleises wurde die Station 1943 zur Haltestelle herabgestuft. Ende der 1960er Jahre wurden beide Gütergleise abgebaut, das Empfangsgebäude befindet sich heute in Privatbesitz.
Teufelsmühle ⊙
Der nach einer nahegelegenen Mühle benannte Haltepunkt war mit einer Wartehalle und einem Freiabtritt ausgestattet. 1973 wurde die Wartehalle abgerissen und ein Jahr später der Bedarfshaltepunkt ganz aufgegeben.
1990 wurde der Haltepunkt erneut eröffnet, mittlerweile wurde auch wieder eine hölzerne Wartehalle gebaut.
Kurort Oybin ⊙

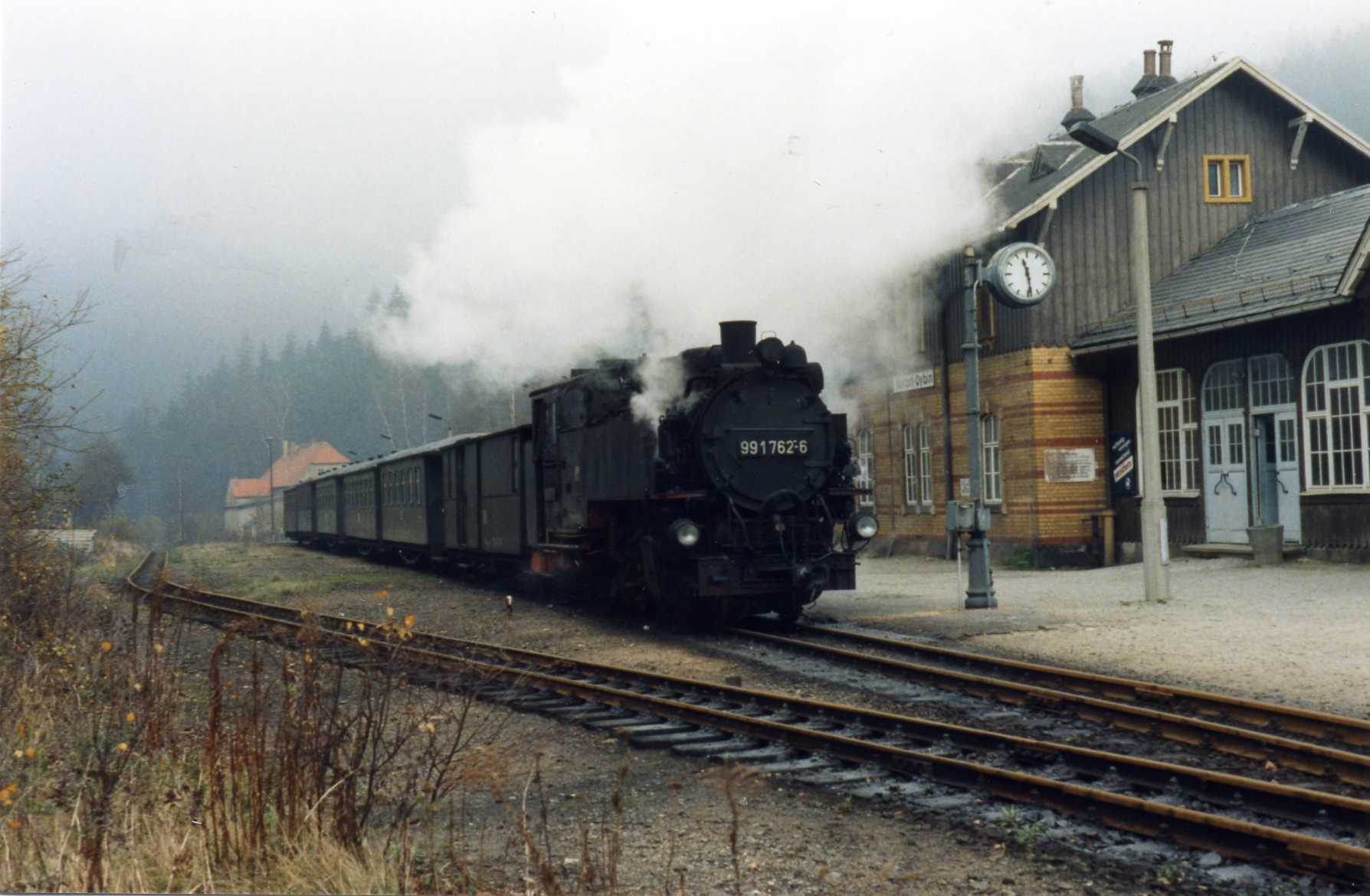
Bahnhof Kurort Oybin (1989)

In den Anfangsjahren war Oybin bescheiden ausgestattet, allerdings war von Anfang an ein massives Empfangsgebäude vorhanden. Da die Gleisanlagen recht bald nicht ausreichten, mussten sie mehrfach erweitert werden, auch das Empfangsgebäude erhielt einen Anbau und es wurde ein Güterschuppen errichtet.
Die zwischenzeitlich bis auf zwei Gleise reduzierten Gleisanlagen wurden mittlerweile wieder etwas ergänzt.

### Kunstbauten
Mandaubrücke

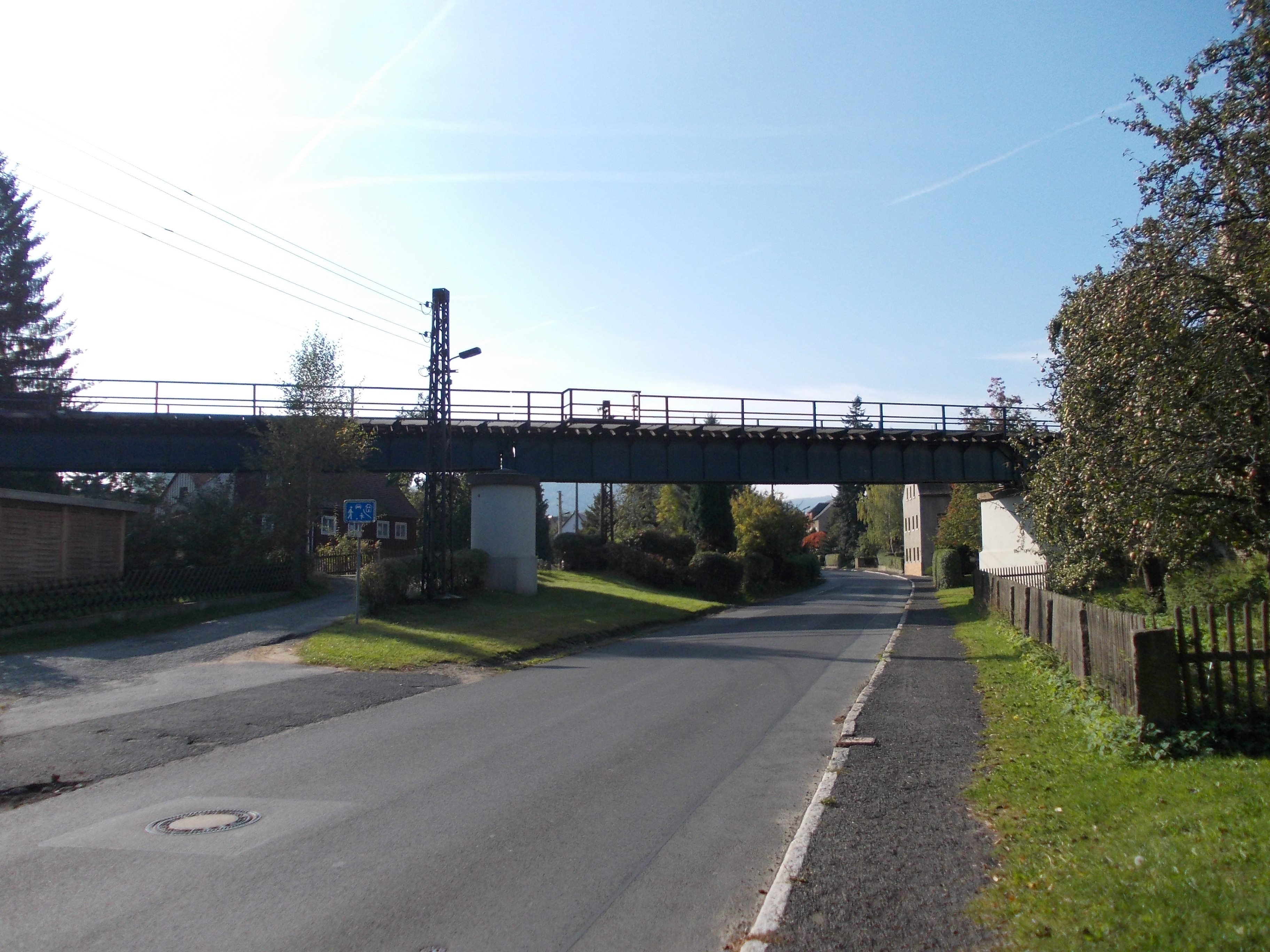
Talbrücke Olbersdorf (2012)

Da die Schmalspurbahn nach der Mandauregulierung eine leicht veränderte Streckenführung erhalten sollte, wurde die provisorische Mandaubrücke aus dem ungewöhnlichen Baustoff Holz errichtet. Die Gleise auf der 88 m langen Brücke lagen etwa zur Hälfte in einem Gleisbogen mit 90 m Radius. Die 18 Öffnungen waren bis auf die 8 m weiten vier Öffnungen über die Mandau 4 m weit. Die drei Pfahljoche, die direkt im Flussbett der Mandau standen, erhielten zum Schutz Eisbrecher.
Die Mandaubrücke wurde nach der Flussbegradigung 1897 durch eine kombinierte Straßen- und Eisenbahnbrücke ersetzt.
Olbersdorfer Brücke ⊙
Die 124 m lange Olbersdorfer Brücke bei Kilometer 6,55 ist heute das einzige größere Brückenbauwerk der Schmalspurbahn. Das Bauwerk wurde 1913 zusammen mit dem zweigleisigen Ausbau realisiert. Die Brücke entstand, weil die niveaugleiche Kreuzung mit der vielbefahrenen Olbersdorfer Dorfstraße zum Verkehrshindernis geworden war.
Eine erste Sanierung des Bauwerks erfolgte 1971 und 1976 wurde der Brückenträger des zweiten Streckengleises entfernt. 1999 wurde die Brücke erneut saniert.

## Fahrzeugeinsatz

### Lokomotiven

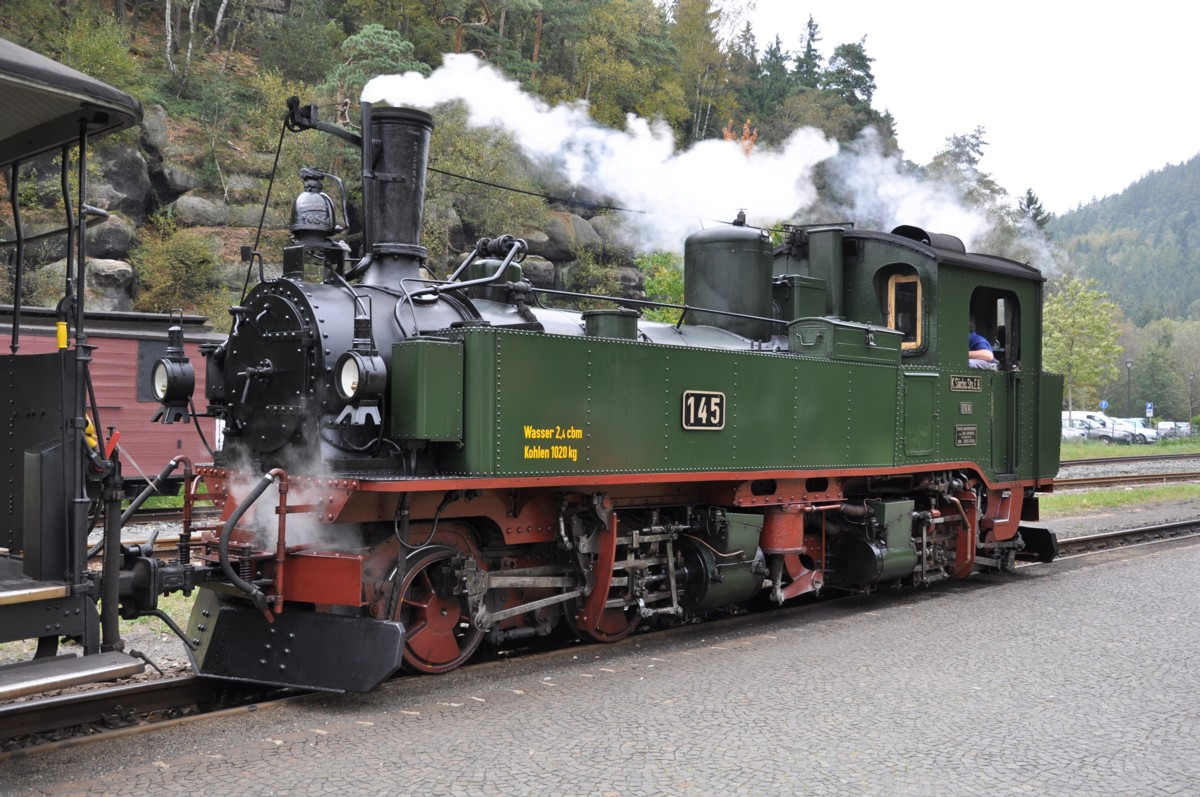
99 555 mit der Farbgebung der Königlich Sächsischen Staatseisenbahnen (2010)

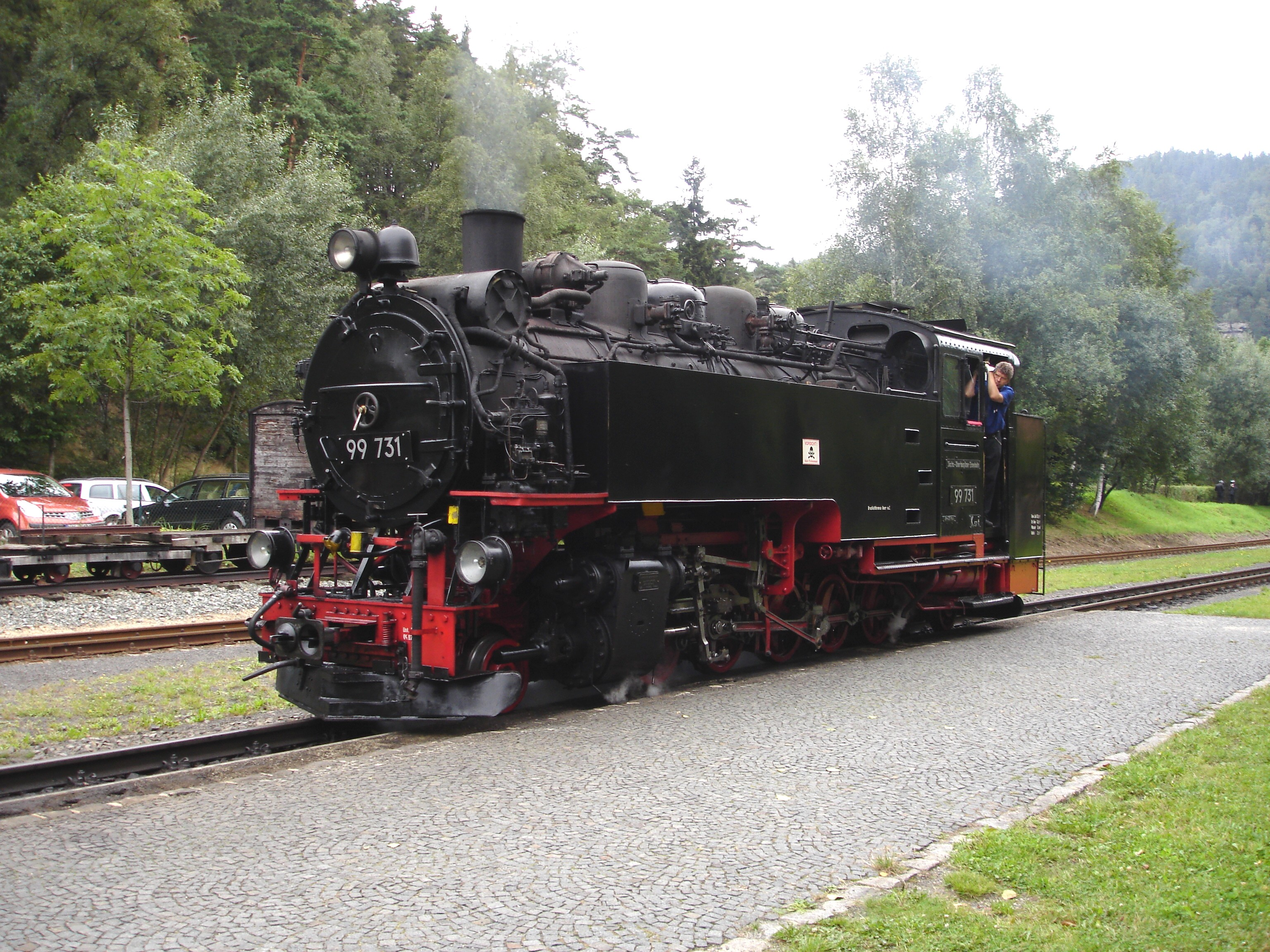
Lokomotive der Baureihe 99.73–76

Die ZOJE erwarb bei der Sächsischen Maschinenfabrik in Chemnitz fünf Lokomotiven der sächsischen Gattung I K, wie sie bereits bei der Staatsbahn verwendet wurden. Ab 1908 oder 1909 kam die Gattung IV K (Baureihe 99.51–60) zum Einsatz. Probeweise war eine derartige Lokomotive bereits 1896 in Zittau gewesen, wegen des zu schwachen Oberbaus wurde das Fahrzeug an eine andere Strecke abgegeben. Ab 1913 wurde die aus zwei I K gebildete Doppellokomotive Nr. 61 A/B in Zittau eingesetzt, sie wurde 1919 an die Schmalspurbahn Mulda–Sayda abgegeben und 1924 ausgemustert.
Da die Leistung der Baureihe 99.51–60 nicht ausreichte, wurde sie ab 1925/26 durch die Baureihe 99.64–65/67–71 abgelöst. Damit wurden auch die letzten Fahrzeuge der mittlerweile in die Baureihe 99.750–752 umgezeichneten Gattung I K entbehrlich, in den letzten Jahrzehnten dienten die Fahrzeuge in Zittau aber nur noch als Reserve oder standen im Rangierdienst. Ab 1928 kamen erstmals Einheitslokomotiven der Baureihe 99.73–76 zum Einsatz, die ihrerseits die Baureihe 99.64–65/67–71 verdrängten.
Nach dem Ende des Zweiten Weltkriegs musste die Deutsche Reichsbahn zahlreiche Schmalspurlokomotiven als Reparationsleistung abgeben. Betroffen waren vor allem die Baureihen 99.64–65/67–71 sowie 99.73–76. Da Zittau mehrere Maschinen abgeben musste, standen nicht mehr genug Triebfahrzeuge zur Verfügung. Von anderen Schmalspurbahnen wurden daher wieder Lokomotiven der Baureihen 99.51–60 und 99.64–65/67–71 nach Zittau umgesetzt. Mit der Anlieferung der ersten Neubaulokomotiven der Baureihe 99.77–79 wurden auf anderen Strecken wieder Fahrzeuge der Baureihe 99.73–76 entbehrlich. Um den Fahrzeugpark zu vereinheitlichen, wurden die einzelnen Baureihen auf wenige Strecken verteilt, die Baureihe 99.73–76 wurde dabei auf die Zittauer Strecken und die Weißeritztalbahn konzentriert.
In den 1960er Jahren kamen drei weitere Fahrzeuge nach Zittau. Während die beiden Baumuster der Baureihe V 36.48 hier erprobt werden sollten, wurde die 99 4532 in Zittau als Rangierlok eingesetzt. Seit Ablauf der Kesselfrist 1989/90 ist die Maschine abgestellt.
Heute wird der Großteil des Betriebes mit den Einheitslokomotiven abgewickelt, lediglich eine Neubaulokomotive, die 99 787, ist seit 1993 in Zittau stationiert. Aufsehen erregte auch der ab 1991 erfolgte Umbau der Dampflokomotiven auf Ölhauptfeuerung. Im Gegensatz zu anderen Dampflokomotiven wurden die Zittauer Schmalspurlokomotiven nicht mit Schwer-, sondern mit Leichtöl betrieben. Da sich die Leichtölfeuerung nicht bewährte, wurden mittlerweile alle Maschinen auf Kohlefeuerung zurückgebaut.
In den 2000er Jahren beschaffte die SOEG zwei gebrauchte Diesellokomotiven, eine L30H und eine L45H. Im Bahnhof Bertsdorf ist zudem eine HF 130 C als Rangierlok stationiert.

### Triebwagen
VT 137 322–325

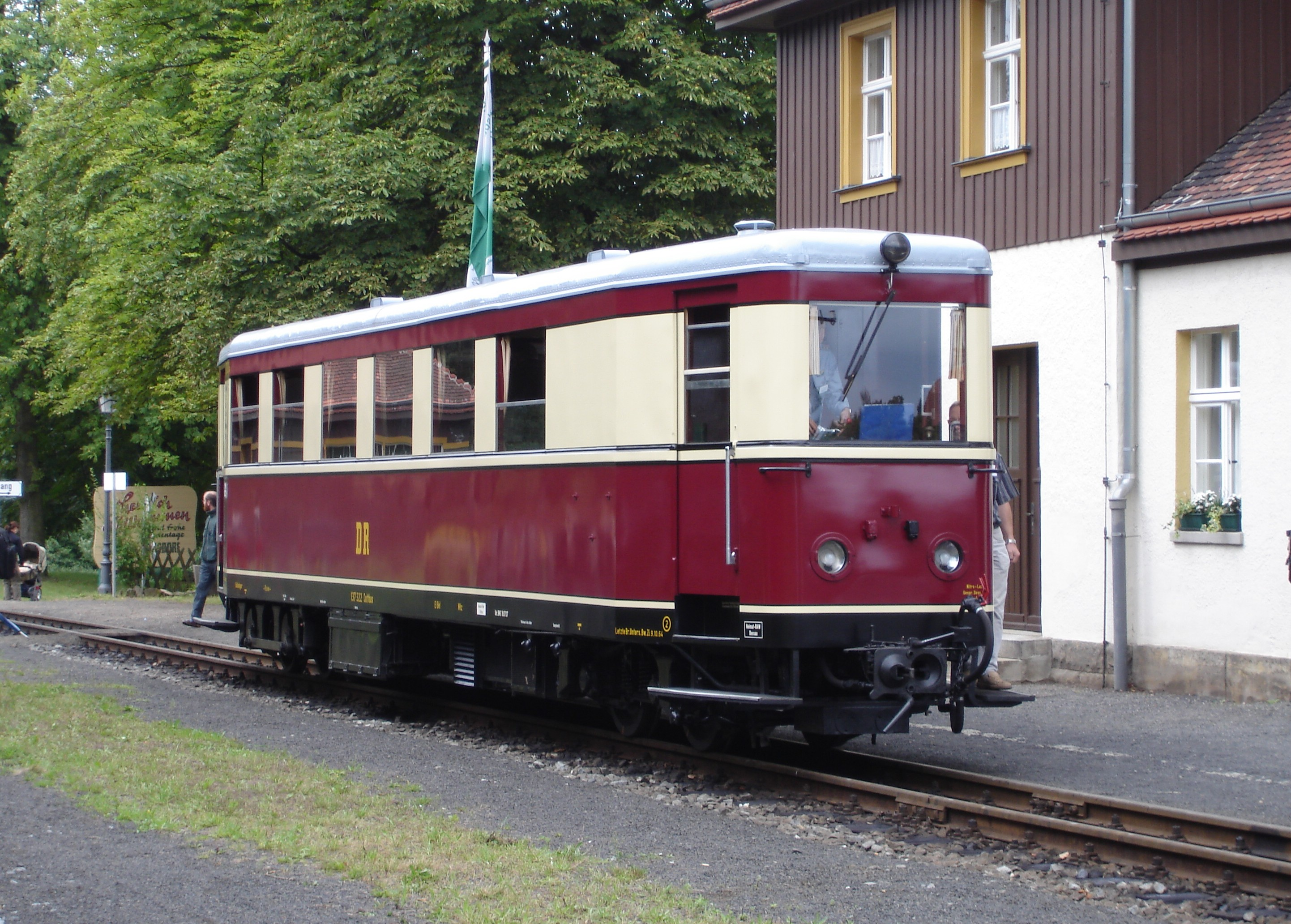
Triebwagen 137 322 (2007)

Die vier 1938 gebauten Triebwagen sollten die ersten einer größeren Bauserie Triebwagen sein, mit denen die Schmalspurbahnen wirtschaftlicher betrieben werden konnten. Da der Zweite Weltkrieg weitere Fahrzeugneubauten verhinderte, blieben das die vier einzigen Fahrzeuge. Im Zweiten Weltkrieg wurden die Triebwagen wegen Treibstoffmangels abgestellt. 1943 beschlagnahmte die Wehrmacht die Fahrzeuge, einzig der 137 322 verblieb in Zittau.
Wegen Fahrzeugmangels wurde der Triebwagen ab 1947 wieder eingesetzt, auch baute man vier Personenwagen zu Beiwagen um. Bis 1964 wurde das Fahrzeug vor allem zwischen Bertsdorf und Kurort Jonsdorf, in verkehrsschwachen Zeiten sowie als Verstärkung eingesetzt.
Mittlerweile wurde das Fahrzeug wieder aufgearbeitet und wird seit 2007 für Sonderfahrten eingesetzt.
VT 137 600
Zwischen 1954 und 1957 wurde auf der Strecke ein weiterer Triebwagen, der VT 137 600 eingesetzt. Das 1951 aus einem beschädigten Fahrzeug entstandene Einzelstück bewährte sich allerdings nicht, einerseits war es zu leistungsschwach, andererseits recht reparaturanfällig.